# Casa Bellotti
Casa Bellotti è un edificio storico di Milano, situato in via Brera al civico 10.

## Storia e descrizione
Il palazzo fu costruito tra il 1819 e il 1821 su progetto di Gioacchino Crivelli in uno stile tardo neoclassico seppur sobrio. Il fronte è distribuito su tre livelli: al piano terra delle semplici lesene in pietra reggono degli archi a tutto sesto decorati con semplici cornici, mentre il primo piano, diviso dal pian terreno da una fascia marcapiano decorata con triglifi, presenta finestre decorate con parapetto a balaustrata e coronate con una cimasa su un altro fregio su mensole. Il secondo piano riprende la decorazione del piano nobile in maniera più sobria.